# Archytas platonicus
Archytas platonicus là một loài ruồi trong họ Tachinidae.